# Amonit (materiał wybuchowy)
Amonit – materiał wybuchowy, mieszanina, w której głównym składnikiem jest azotan amonu (NH4NO3, saletra amonowa), będący także utleniaczem. Drugim składnikiem może być związek o właściwościach wybuchowych (np. nitrogliceryna lub trotyl), a trzecim rozdrobniona substancja palna, np. mączka drzewna lub pył aluminiowy.
Amonity są mało wrażliwe na bodźce cieplne i mechaniczne. Ich zaletą jest niska cena i prostota produkcji, wadą – duża higroskopijność i łatwość zbrylania się. Znajdują zastosowanie w przemyśle wydobywczym; w wojsku wykorzystywane były jako zastępcze materiały wybuchowe.
W zależności od substancji zmieszanej z azotanem amonu, podklasami amonitów są:
- amatole – z trotylem
- amonale – z trotylem i pyłem aluminiowym
- akwatole – z trotylem, wodą i substancjami żelującymi
- ANFO – z paliwem płynnym